# Johann Kiemann
Johann Kiemann (* 19. November 1844 in Prag; † 10. Mai 1919 ebenda) war ein deutsch-böhmischer Rechtsanwalt im Königreich Böhmen.

## Angehörige
Johann Kiemann war der Sohn des gleichnamigen Johann Kiemann der Ältere (* 21. Oktober 1797 in Wallern (Volary), Bezirk Prachatitz, verstorben 18. April 1872 in Prag), Dr. jur. Landesadvokat in Prag, 1850 bis 1861 Mitglied des Prager Stadtrates, 1848/1849 und 1867 Reichsratsabgeordneter, 1867 bis 1869 Mitglied des böhmischen Landtages; und der jüngere Bruder des Anton Kiemann (* 9. Dezember 1836 in Prag, verstorben am 5. Januar 1922 ebenda), Dr. jur. Rechtsanwalt in Prag, führendes Mitglied des Verein der Geschichte der Deutschen in Böhmen und Mitbegründer eines Vereins, welcher den Plan Deutsches Haus (Prag) verwirklichte. Er war Besitzer einer großen Pragensia-Sammlung.

## Leben
Johann Kiemann studierte Rechtswissenschaften an der Karls-Universität Prag, wo er sich dem Corps Moldavia I anschloss. und wechselte an die Universität Innsbruck. Zur Zeit des  Deutschen Krieges (1866) war er Unterjäger in der Innsbrucker Studentenkompanie. Kiemann, der 1869 den Titel JUDr erhielt, war seit 1877 Anwalt in Prag.
Von 1867 bis 1869 und von 1878 bis 1908 vertrat er Vimperk und  Prachatitz im  Böhmischen Landtag. Er war außerdem Erforscher des Lebens von Generalfeldmarschall Wallenstein.

## Ehrungen
- Kriegsmedaille (Österreich)
- Denkmünze an die Tiroler Landesverteidigung von 1866

## Publikationen
- Heimatkundliche Beiträge in: Mitteilungen des Vereins für Geschichte der Deutschen in Böhmen 1(1863) - 84(1944) (MVGDB), dort bei 5(1867), S. 116–125 und 195–203